# Il giocatore - Rounders
Il giocatore - Rounders (Rounders), noto anche come Il piacere del rischio, è un film del 1998 diretto da John Dahl.

## Trama
Mike McDermott è uno studente di giurisprudenza che si paga gli studi grazie alla sua bravura nel poker. Per fare il "grande salto" una sera decide di sfidare Teddy KGB, uno strozzino di origine russa che gestisce un club privato, ma la partita si chiude miseramente per lui con una perdita di ben 30.000$.
Passati nove mesi da questa dura sconfitta, Mike ha ormai mollato il poker e per mantenersi all'università lavora come fattorino per il suo caro amico e giocatore Joey Knish. Le cose si complicano quando esce di prigione il suo vecchio amico Lester "Verme" Murphy, che si indebita subito di 15.000$ con Grama, uno scagnozzo di Teddy KGB, e di 7.000$ con il Chesterfield, un club gestito dalla bella Petra.
Verme e Mike cercano insieme di recuperare la somma, ma durante una partita di 7 card stud insieme a dei poliziotti, in cui Mike da solo era già riuscito a recuperare la somma, a causa di Verme, che viene scoperto a barare, i due vengono duramente picchiati e privati della vincita. Dopo il pestaggio, Verme scappa e Mike si trova da solo a risarcire tutti i debiti dell'amico.
Il ragazzo chiede dei soldi a Knish, che però non si può permettere una tale cifra, per poi rivolgersi al professor Abe Petrovsky, che capisce che il futuro di Mike è il gioco e gli concede un prestito di 10.000$.
Con il prestito ricevuto dal suo professore, Mike sfida di nuovo Teddy KGB a una partita testa a testa. La partita viene vinta dal ragazzo, che con i 20.000$ ottenuti può ripagare buona parte dei debiti, ma questi viene stuzzicato da Teddy a giocarsi questa somma contro i restanti 20.000$ che lo strozzino ancora ha dalla vincita precedente contro di lui. Mike accetta e, dopo una dura partita, riesce a sconfiggere Teddy KGB vincendo 60.000$, con i quali paga tutti i debiti riuscendo inoltre a tenerne da parte 30.000, che utilizzerà per tentare di vincere a Las Vegas il Main Event delle WSOP.

## Accoglienza

### Incassi
Alla sua uscita nelle sale, il film ottenne un modesto successo al botteghino, incassando poco meno di 23 milioni di dollari negli Stati Uniti contro un budget di 12 milioni. Guadagnò, inaspettatamente, molto di più con l'home video nei primi anni 2000 quando, con il boom del poker, diventò un film di culto per gli appassionati del gioco.